# Novoazovsk
Novoazovsk (en ucraniano: Новоазовськ; en ruso: Новоазовск) es una ciudad ucraniana perteneciente al óblast de Donetsk. Situada en el sureste del país, hasta 2020 era el centro del raión de Novoazovsk, pero actualmente es parte del raión de Kalmiuske y del municipio (hromada) de Novoazovsk. Sin embargo, según el sistema administrativo ruso que ocupa y controla la región, Novoazovsk es el centro del raión de Novoazovsk.
La ciudad se encuentra ocupado por Rusia desde la guerra del Dombás, siendo administrada como parte de la de facto República Popular de Donetsk.

## Toponimia
El nombre original de la ciudad es Novonikolayevka (en ucraniano: Новомиколаївська; en ruso: Новониколаевская) , usado hasta 1923. Desde ese año, y hasta 1959, se llamó Budionivka (en ucraniano: Будьонівка).

## Geografía
Novoazovske está situada en el golfo de Taganrog del litoral del mar de Azov, 42 km al este de Mariúpol y 112 km al sur de Donetsk. 

### Clima
El clima en Novoazovsk es un subtipo de verano cálido/cálido del clima continental húmedo.
| Parámetros climáticos promedio de Novoazovsk | Parámetros climáticos promedio de Novoazovsk | Parámetros climáticos promedio de Novoazovsk | Parámetros climáticos promedio de Novoazovsk | Parámetros climáticos promedio de Novoazovsk | Parámetros climáticos promedio de Novoazovsk | Parámetros climáticos promedio de Novoazovsk | Parámetros climáticos promedio de Novoazovsk | Parámetros climáticos promedio de Novoazovsk | Parámetros climáticos promedio de Novoazovsk | Parámetros climáticos promedio de Novoazovsk | Parámetros climáticos promedio de Novoazovsk | Parámetros climáticos promedio de Novoazovsk | Parámetros climáticos promedio de Novoazovsk |
| Mes                                          | Ene.                                         | Feb.                                         | Mar.                                         | Abr.                                         | May.                                         | Jun.                                         | Jul.                                         | Ago.                                         | Sep.                                         | Oct.                                         | Nov.                                         | Dic.                                         | Anual                                        |
| -------------------------------------------- | -------------------------------------------- | -------------------------------------------- | -------------------------------------------- | -------------------------------------------- | -------------------------------------------- | -------------------------------------------- | -------------------------------------------- | -------------------------------------------- | -------------------------------------------- | -------------------------------------------- | -------------------------------------------- | -------------------------------------------- | -------------------------------------------- |
| Temp. máx. media (°C)                        | 0                                            | 1                                            | 6                                            | 13                                           | 20                                           | 25                                           | 28                                           | 27                                           | 21                                           | 14                                           | 6                                            | 1                                            | 28                                           |
| Temp. mín. media (°C)                        | -5                                           | -5                                           | 0                                            | 6                                            | 12                                           | 16                                           | 18                                           | 18                                           | 12                                           | 7                                            | 1                                            | -4                                           | -5                                           |
| Precipitación total (mm)                     | 41.1                                         | 38.9                                         | 42.1                                         | 49.1                                         | 33.8                                         | 59.2                                         | 40.0                                         | 34.5                                         | 51.6                                         | 35.0                                         | 54.7                                         | 52.3                                         | 532.3                                        |
| Días de precipitaciones (≥ 1 mm)             | 15                                           | 13                                           | 14                                           | 12                                           | 10                                           | 11                                           | 8                                            | 7                                            | 10                                           | 10                                           | 14                                           | 14                                           | 138                                          |
| Fuente: World Weather Online                 |                                              |                                              |                                              |                                              |                                              |                                              |                                              |                                              |                                              |                                              |                                              |                                              |                                              |

## Historia
Novoazovske fue fundada en 1849 como una stanitsa cosaca con el nombre de Novonikolaevska. El sitio es propicio para el comercio de trigo, ganado, pescado y sal. 
A principios de 1920, la República del Don fue capturada por unidades del Ejército Rojo, después de lo cual algunos de sus territorios fueron transferidos a la RSS de Ucrania, incluida la ciudad de Novonikolaevska, óblast de Donetsk.
En 1929, se establecieron dos koljoses, que se fusionaron en 1931. Novoazovsk recibió el estatus de ciudad en 1966.
A partir de mediados de abril de 2014, en el comienzo de la guerra del Dombás, los separatistas prorrusos capturaron varias ciudades en el óblast de Donetsk, incluyendo Novoazovsk. Según los informes, en junio de 2014 las fuerzas ucranianas aseguraron la ciudad y la situación alrededor de la ciudad se volvió relativamente tranquila. El 25 de agosto de 2014, Ucrania afirmó que los soldados rusos disfrazados de separatistas habían abierto un nuevo frente con una ofensiva contra Mariúpol. Ucrania afirmó que había bloqueado esta ofensiva cerca de Novoazovsk. Los combates en la zona continuaron el 26 de agosto de 2014. Según un comandante del batallón ucraniano Dnipró, Novoazovsk fue invadida por tanques rusos y cayó ante los rusos el 27 de agosto. Por otro lado, los líderes separatistas afirmaron el mismo día que la ciudad fue tomada por las fuerzas de la autoproclamada República Popular de Donetsk como parte de una ofensiva contra Mariúpol.
Tras la invasión rusa de Ucrania, 53 militares ucranianos heridos fueron trasladados a un hospital en Novoazovsk después de la evacuación de la planta siderúrgica de Azovstal en Mariúpol el 16 de mayo de 2022.

## Demografía
La evolución de la población de Novoazovsk entre 1897 y 2022 fue la siguiente:
| 885                                 | 4600 | 11 025 | 12 015 | 12 988 | 12 702 | 12 084 | 11 440 | 11 147 | 11 051 |
| (Fuente: Cities & towns of Ukraine) |      |        |        |        |        |        |        |        |        |

Según el censo de 2001, la lengua materna de la mayoría de los habitantes, el 76,68%, es el ruso; del 22,87% es el ucraniano.

## Infraestructura

### Transporte
La ciudad está ubicada en la carretera principal M-14 entre Mariúpol y la ciudad rusa de Taganrog, a 70 km de distancia.

## Personas ilustres
- Iván Balandin (1988): deportista ruso que compitió en remo.

## Galería

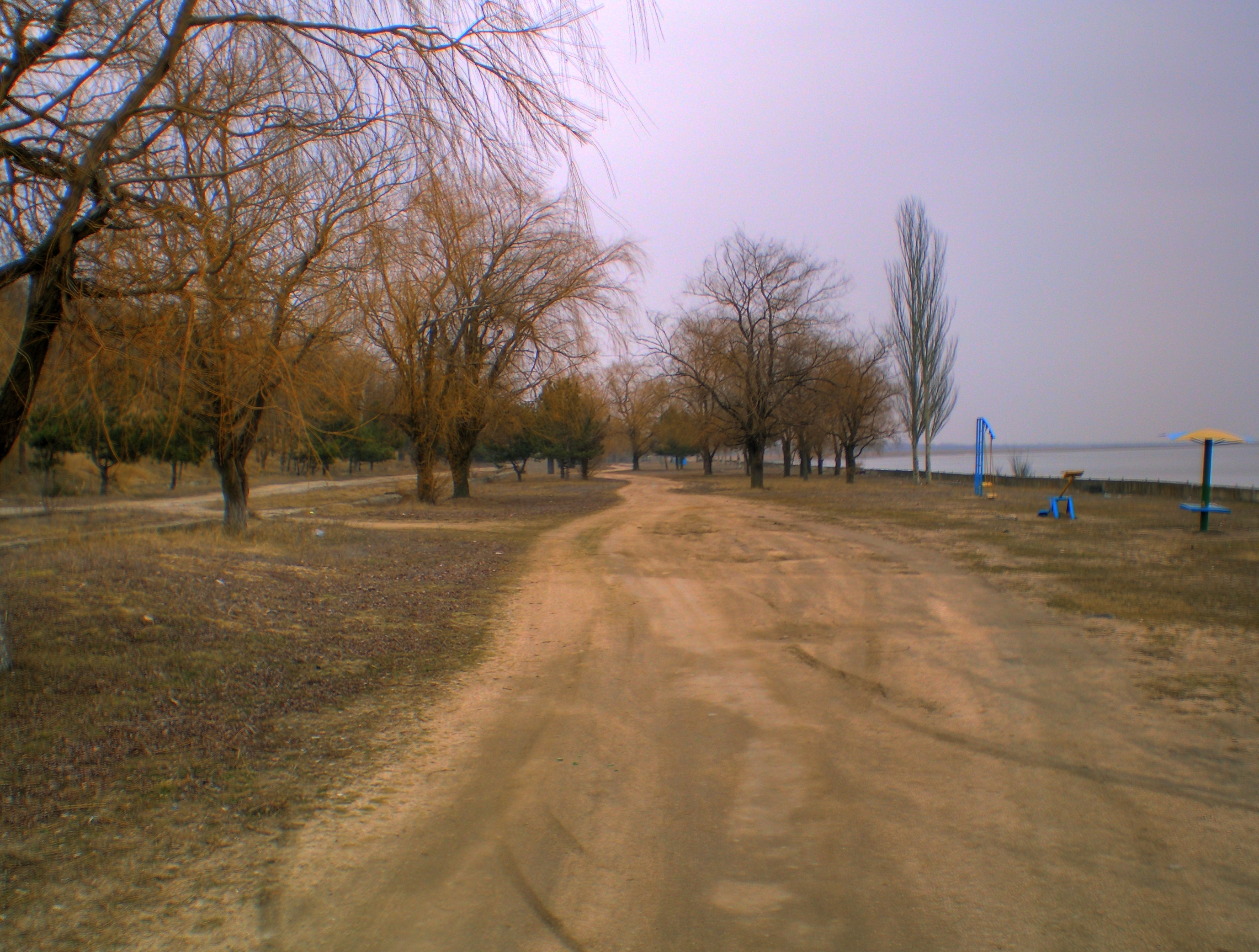
Playa de Novoazovsk
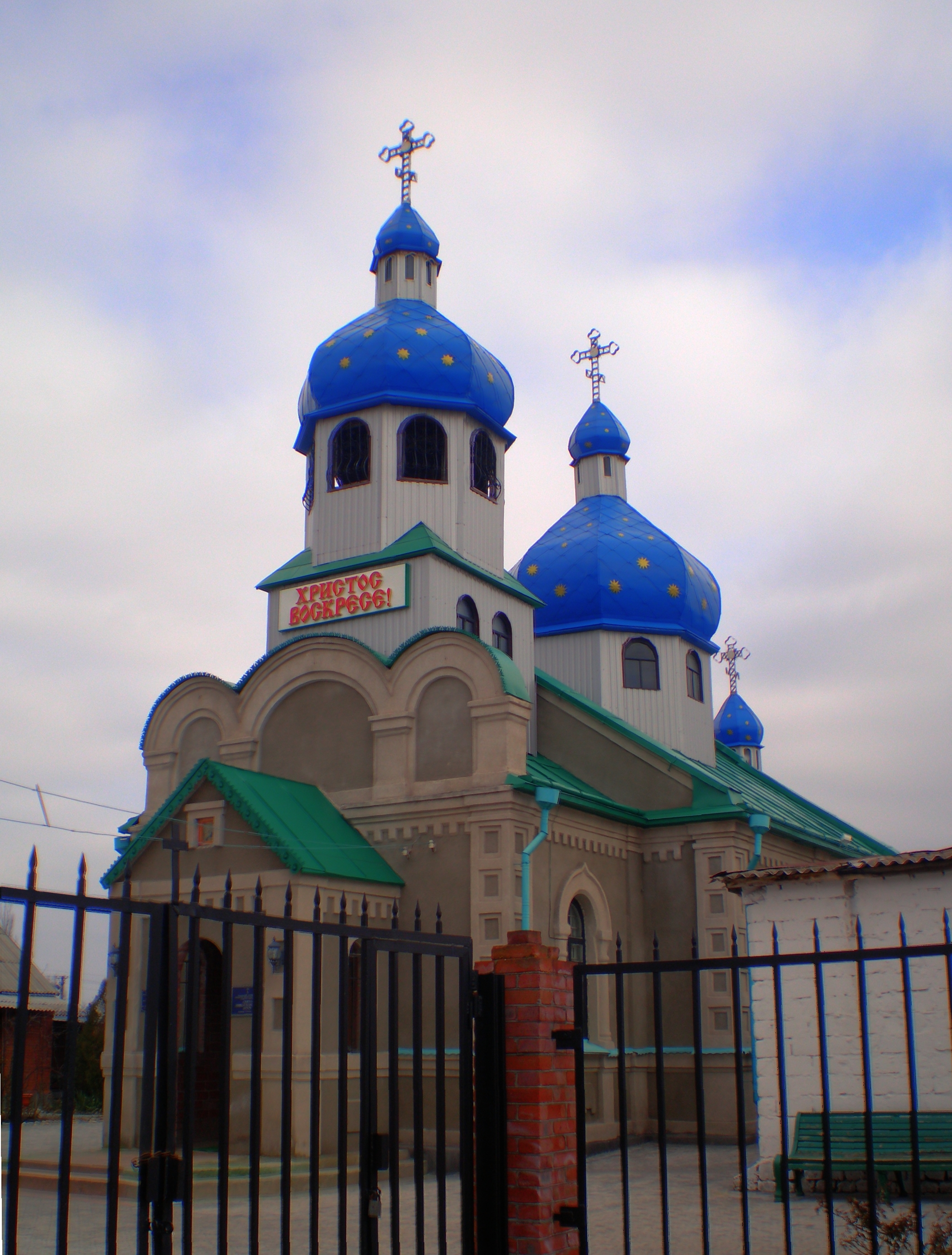
Iglesia de San Nicolás
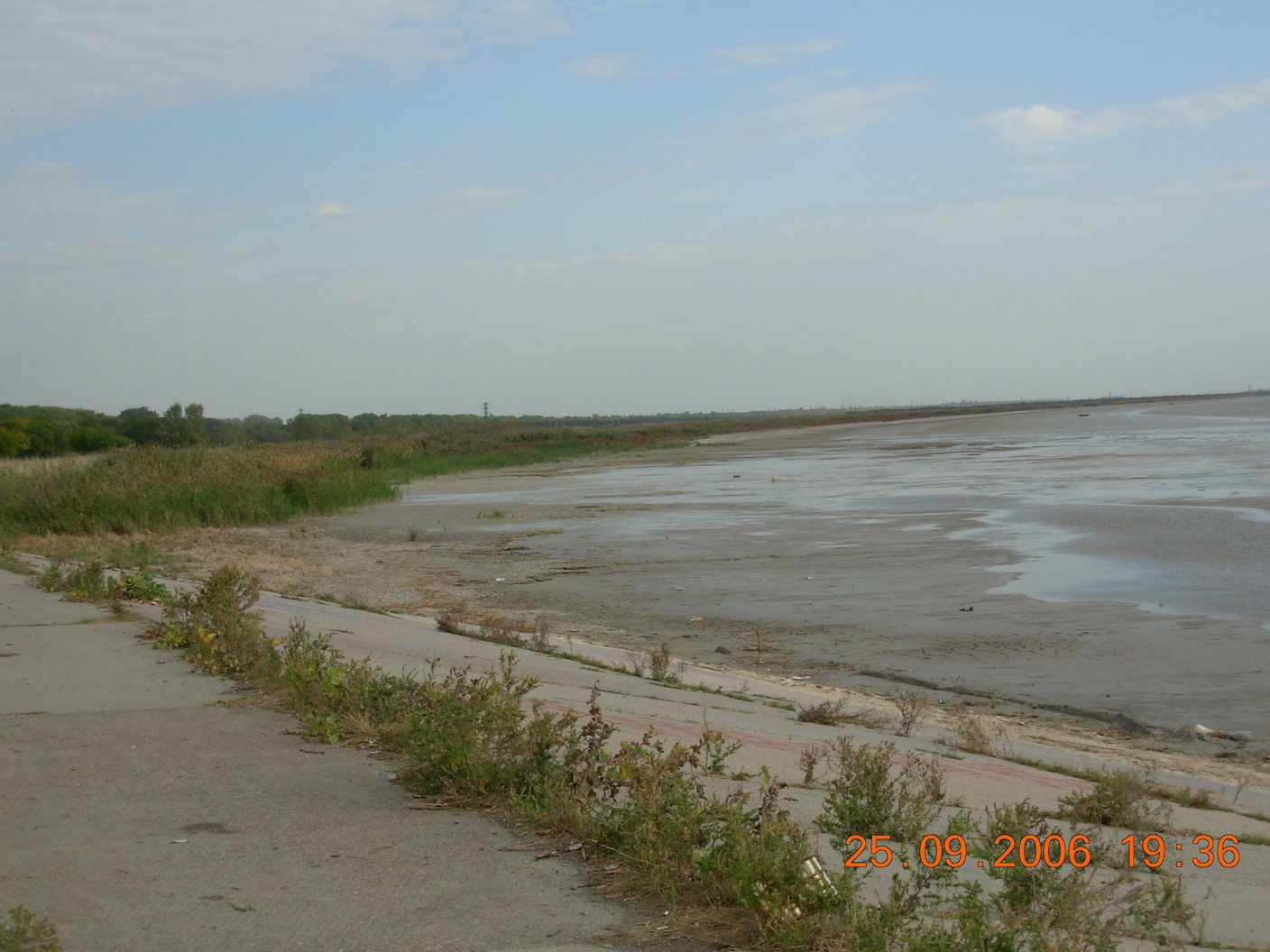
Golfo de Taganrog visto desde Novoazovsk